# Andreas Murbeck
Andreas Murbeck, född 1 maj 1998 i Lund, är en svensk fotbollsspelare som spelar för Landskrona BoIS.

## Karriär
Andreas Murbeck representerade under U17 och U19 den danska klubben FC Midtjylland där han blev dansk U19-mästare 2 gånger. På seniornivå har han representerat Skive IK under säsongen 2017/2018. Murbeck representerade sedan Ljungskile SK under säsongerna 2019 och 2020 och var därmed med om avancemanget till Superettan 2020. Han lämnade sedan för Landskrona BoIS i samma division inför säsongen 2021. Han utsågs till årets spelare i Landskrona Bois 2021.
Efter säsongen 2021 lämnade han för IK Sirius för spel i allsvenskan. Murbeck gjorde allsvensk debut för Sirius den 20 april 2024 efter mer än 24 månaders frånvaro på grund av skada. 
I december 2024 skrev Murbeck återigen på för Landskrona BoIS.